# Ammi Moussa
Ammi Moussa (em árabe: عمي موسى) é uma comuna localizada na província de Relizane, Argélia. De acordo com o censo de 2008, a população total da cidade era de 28 962 habitantes.